# Планеја
Планеја (алб. Pllanejë) је насељено место у општини Призрен, на Косову и Метохији. Према попису становништва из 2011. у насељу је живело 681 становника. Село Плано (данас Планеја) помиње се у повељи коју је Душан Немањић потписао као цар и дао око 1350. године цркви Св. Николе у Добрушту а тада је било део властелинства наведене цркве.

## Становништво
Према попису из 2011. године, Планеја има следећи етнички састав становништва:
| Националност | 2011.        |
| Албанци      | 680 (99,85%) |
| недоступно   | 1 (0,15%)    |
| Укупно       | 681          |

| Демографија | Демографија | Демографија |
| Година      | Становника  | Становника  |
| ----------- | ----------- | ----------- |
| 1948.       | 413         |             |
| 1953.       | 422         |             |
| 1961.       | 480         |             |
| 1971.       | 584         |             |
| 1981.       | 737         |             |
| 1991.       | 825         |             |
| 2011.       | 681         |             |